# Шютт, Эдуард
Эдуард Шютт (нем. Eduard Schütt; 22 октября 1856, Санкт-Петербург — 26 июля 1933, Мерано) — австрийский композитор российского происхождения.
Учился в Петербурге у Фёдора Штейна (фортепиано) и Юлия Иогансена, в 1876—1878 годах занимался в Лейпцигской консерватории у Карла Райнеке, Саломона Ядассона и Эрнста Фридриха Рихтера, с 1879 года в Вене у Теодора Лешетицкого. В 1881—1887 годах — главный дирижёр Венского академического вагнеровского общества. С 1892 года жил на собственной вилле близ Мерано, посвятив себя преимущественно композиции. В творчестве Шютта преобладали фортепианные пьесы лёгкого салонного характера, в том числе фортепианные вариации и обработки знаменитых вальсов Иоганна Штрауса: «Голоса весны», «Сказки Венского леса», «На прекрасном голубом Дунае» и т. п. Он написал также оперу «Сеньор Формика» (итал. Signor Formica; 1892, по одноимённой новелле Эрнста Теодора Амадея Гофмана), фортепианный концерт, три сюиты для скрипки и фортепиано и др.